# Dave Foley
David Scott „Dave” Foley (ur. 4 stycznia 1963 w Etobicoke) – kanadyjski aktor, komik-standuper, producent i reżyser filmowy.

## Życiorys
Urodził się w Etobicoke w Ontario jako syn Mary i Michaela Foleya, spawacza. Jego matka pochodziła z Stafford w Anglii.
Po porzuceniu liceum Foley mając 17 lat przez około roku występował jako standuper w The Second City Training Center w Toronto, gdzie zaczął brać udział w lekcjach improwizacji i poznał Kevina McDonalda, który dał mu pracę jako bileter w lokalnym kinie artystycznym. Zagrał Lewisa Allena w miniserialu familijnym Disney Channel Ania z Zielonego Wzgórza: Dalsze dzieje (1987). Foley, McDonald, Bruce McCulloch, Mark McKinney i Scott Thompson w 1984 założyli The Kids in the Hall.
Foley jest znany z programów dla dzieci Kids in the Hall, NewsRadio i Love and Support. Stworzył też serial internetowy o nazwie The Sensible Traveller with Bobby Fargo, pojawił się w kilku teledyskach, w tym grupy Odds „Heterosexual Man” (1993), zespołu Neva Dinova „Yellow Datsun” (2005), formacji Hollerado „Americanarama” (2008) i grupy Black Robot „Cocaine” (2010). Zagrał w takich komediach, jak Trzech mężczyzn i dziecko (1987) i Sky High (1998), a także użyczył głosu m.in. w filmie animowanym Dawno temu w trawie (1998).
W latach 1991–1997 był żonaty z Tabathą Southey, z którą ma dwóch synów: Edmunda (ur. 1991) i Basila (ur. 1995). Obaj jego synowie z byłą żoną mają nazwisko matki Southey. 1 sierpnia 2002 poślubił Crissy Guerrero, z którą ma córkę Alinę (ur. 16 kwietnia 2003). Małżeństwo zakończyło się rozwodem w 2008. Następnie pogodzili się i pobrali ponownie 31 grudnia 2016.
Foley cierpiał na depresję przez całe życie. Był alkoholikiem, ale przestał pić 22 grudnia 2014, po tym, jak upadł do tyłu w stanie nietrzeźwym, co spowodowało poważny uraz głowy.